# Norbert Van Slambrouck
Norbert Van Slambrouck (Brugge, 31 december 1937 –  Rumbeke, 3 februari 2023) was een Belgisch pionier van de vrije radio's, zanger en regisseur.

## Levensloop
Van Slambrouck was een van de vier kinderen in het gezin van fietsenhandelaar André Van Slambrouck (1905-1987) en Maria Haesaert (1907-1995). Hij trouwde met Josepha Roets. 
Na lagere school in het Franstalige Institut Sainte-Marie d’Haverloo en middelbare studies aan het instituut van de broeders Xaverianen (SFX), studeerde hij economische wetenschappen aan de Katholieke Universiteit Leuven en promoveerde tot licentiaat in 1963.
Tijdens zijn studententijd was hij bestuurslid van de kring Ekonomika, lid van het Leuvens studentenparlement en voorzitter van de Pers- en informatiecommissie. In 1959 werd hij lid van de Leuvense studentenclub Moeder Brugse. 
Als student was Norbert sterk antimilitarist maar volbracht niettemin zijn legerdienst.
Hij begon zijn beroepsloopbaan als secretaris van de raad van beroepsverenigingen (NCMV) van het arrondissement Brugge en als leraar aan het Vormingsinstituut voor KMO in Brugge en Oostende. 
In 1968 verliet hij deze banen om in de kleinkunst te stappen. Met Liedje voor Mary-Ann had hij succes. Wel werd hij ernstig ziek en moest gedurende een jaar elke activiteit vermijden.
Van 1970 tot 1990 doorliep hij een uitgebreide en gevarieerde loopbaan.
Van Slambrouck overleed op 85-jarige leeftijd.

## Muziek
Van op prille leeftijd kreeg Van Slambrouck lessen notenleer en piano, alsook zanglessen bij het SFX-Knapenkoor. Hij volgde ook lessen bij de jazzmusicus Louis Fiers en de accordeonvirtuoos Roger Danneels.
Naast piano, speelde Norbert gitaar, accordeon, drums e.a., tot in 1982 een polsbreuk aan de linkerhand bijna een einde stelde aan het musiceren. Hij componeerde, schreef of vertaalde zo'n 300 nummers. Een zestigtal hiervan zijn op plaat of cd uitgebracht. 
Liedjes schreef hij vooral voor jonge artiesten. Daarnaast componeerde hij muziek voor danstheater, kortfilms, videoproducties en multimedia. 
Men kan niet, zelfs niet bij benadering, schatten hoeveel gedichten, korte verhalen, artikels, bindteksten voor radio-uitzendingen, scripts voor showavonden en massaspelen, teksten voor voordrachten en 11-julivieringen enz., hij heeft geschreven. Zijn eerste toneelstuk Dode Kerstklanken schreef hij voor het Leuvens Studententoneel. Joos Florquin had het script 'gelezen en goedgekeurd'.

## Redacteur en journalist
Tijdens de humaniora publiceerde hij Denkt er aan, een klasblad dat het lijfblad werd van zijn medeleerlingen. In Leuven was hij twee jaar hoofdredacteur van de Ekonomika Berichten. Zijn medewerking aan Deze Tijd bracht hem in contact met eigentijdse journalistiek en lay-out. Hij studeerde nog toen Jan Torfs (later journalist bij Humo) hem vroeg redacteur van Juke Box te worden. Eenmaal afgestudeerd maakte Torfs hem ook hoofdredacteur van Pick Up, waarvan hij de oplage in enkele maanden tijd vertienvoudigde. Nog voor zijn legerdienst werd hij hoofdredacteur van het jongerentijdschrift DEA. 

## Bij de radio
Als student begon hij met zijn bandopnemer 'radioprogramma's' te maken die werden beluisterd door familie en vrienden. Aanbevolen door Jos Boudewijn, kreeg hij in mei 1968 de aanbieding om een eigen radioprogramma te verzorgen op BRT 2. Hoewel het programma slechts een paar uur per week liep, vond Variété met Norbert de weg naar de pop-poll van Humo. 
Hij werd vervolgens medewerker van Sylvain Tack en zijn zeezender Radio Mi Amigo. Hij presenteerde er dagelijks zijn Norbert Show' en vooral Norberts Zaterdagse Showtrein.  Hij werd ook de top-dj van de populaire Mi Amigo Drive-in Show. Toen de zender in Nederland werd verboden, haakte hij af.

## Regisseur
Vanaf het einde van de jaren zestig verleende hij medewerking aan tal van tv-programma's.
Hij specialiseerde zich vooral in het regisseren: massaspelen in de Wieze Oktoberhallen en in het Gentse- en Antwerpse Sportpaleis, 11 juli-feesten, massabijeenkomsten in het Heizelstadion (nu Koning Boudewijnstadion) in Brussel, 1 mei-vieringen, dolfijnenshows en voor de kerstperiode het licht- en klankspel van de stad Brugge. Hij regisseerde ook zijn eigen shows, de Top Ten Music Hall met Will Tura als topvedette en de NorbertTheatershow.  
Hij werd ook regisseur van de Cardijngroep, die was opgericht in de schoot van de KAJ in Lebbeke door de Russisch-Etse Heiko Kolt. Norbert doopte de dansgroep om tot INCAR (Internationale Cardijngroep), liet de weinig handelbare zware vlaggen vervangen door vederlichte en liet Hugo Persyn nieuwe, uiterst beweeglijke dansen ontwerpen. Naast het traditionele vendelzwaaien op muziek van bijvoorbeeld Tsjaikovski bracht de groep een wervelend spektakel compleet met licht- en klankshow.

## Zanger
Na zijn eerste opleiding voor zang in het SFX-Knapenkoor, volgde hij nog lessen bij Lise Roland in Brussel, de zanglerares van onder meer Ann Christy en Louis Neefs. Zo was hij gewapend voor een professionele zangcarrière. Zijn naam blijft verbonden aan liedjes zoals  "Liedje voor Mary Ann"; "Pas op voor de verf", 't Is te laat", "Waar is de tijd" en 'En dat vergeet ik nooit'. 

## Dj en presentator
Na zijn legerdienst ging hij onder de naam "Studio 65" optreden voor verenigingen en was hiermee een van de eerste diskjockeys in België.
Na de Mi Amigo-periode werd hij de vaste dj in een groots opgezette discotheek (vroeger cinemazaal) in Sint-Kruis-Brugge. Hij maakte van "Norberts Hey Center", "Norberts Hey Club" of de "Norbert Feestzaal" een polyvalente feestzaal die fungeerde als discotheek en ook open stond voor carnavalsfeesten, kinderfeesten, musicals, toneelvoorstellingen en zelfs speciale huwelijksfeesten. 
Hij had er optredens van Willem Vermandere, Johan Verminnen, Raymond van het Groenewoud, Will Tura, Paul Severs, John Terra, Joe Harris, Emly Starr, Jimmy Frey, Gaston en Leo en Octopus. Ook internationale vedetten traden er op zoals Donna Summer, Mud, The Rubettes, The Tremeloes, George Baker Selection, Dennie Christian, Vader Abraham, Smokie, Luisa Fernandez, J. Vincent Edwards, Dream Express en Dolly Dots. De vedetten van rock- en hardrock waren vertegenwoordigd door onder meer St-James, Second Life, Normaal. Top-dj's kwamen er avonden opvrolijken, zoals Ad Visser, Mike Verdrengh, Zaki, Jo met de Banjo en Chiel Montagne.

## De Brugse Radio VBRO
Zodra lokale radio's gedoogd werden, begon Norbert in 1981 met de Vrije Brugse Radio-Omroep (VBRO).
Vijf jaar later was het een volwaardige radio, met een nieuwsredactie geleid door professionele journalisten, een degelijke programmatie en een bekwaam team van presentatoren en technici.
Het werd in feite een conglomeraat van vier radio's op eenzelfde uitzendfrequentie: VBRO 1 (nieuws en informatie), VBRO 2 (familieradio), VBRO 3 (popradio) en VBRO 4 (culturele en gespecialiseerde avondprogramma's).  Alhoewel er op maximum 200 W werd uitgezonden luisterde 1 op 2 in de Brugse regio dagelijks naar "den Brugschen". Hiermee stond VBRO bij de 10 meest beluisterde zenders in België. 
De radiotaal was Nederlands maar jingles en titels van programma's waren vaak in het Brugs en zorgden voor die speciale sfeer die het kenmerk was van VBRO. Alleen op zondag was het door Norbert ontworpen, en later door Tony Dua samengestelde, programma In de Vieux Bruges werden verhalen in het onvervalst Brugs uitgezonden. Diverse programmanamen zoals Joeng zien is geestig, Muziek binst da'j werkt, Achter d'Olletorre werden gebruikt tot VBRO voor West- en Oost-Vlaanderen ging uitzenden.
In 1986 kwam een wetgeving tot stand die, in tegenstelling met wat de bedoeling was, de dood betekende voor bijna alle lokale radio's. Ook VBRO moest verhuizen naar de 106 FM (in die tijd had de helft van de luisteraars die frequentie niet eens op zijn radio) en met een povere toegelaten 38 W uitzenden (zelfs in Brugge stad was de radio niet meer zonder storing te ontvangen). Norbert gaf er de brui aan. Na een reorganisatie en een doorstart loodste Frederik Thomas de omroep naar een nieuw tijdperk met meer middelen en armslag.
Norbert ging eerst in Oostende en daarna in Roeselare wonen en leefde voortaan in de luwte, zich vooral onledig houdende met coaching en advies aan jonge performers. Hij richtte de website en werkgroep EuromediaArts op waarvan hij erevoorzitter werd.